# Asesinato de Guillem Agulló
El 11 de abril de 1993, Guillem Agulló i Salvador, un joven español militante en movimientos independentistas de izquierdas, fue asesinado de una cuchillada en la localidad castellonense de Montanejos. Numerosas organizaciones de izquierda denunciaron que el motivo del crimen había sido político, ya que los que intervinieron en dicho asesinato eran conocidos por su ideología de extrema derecha.

## Hechos
Guillem Agulló, un joven nacido en Burjasot en 1974, era un militante en movimientos independentistas de izquierdas, que en la madrugada del 11 de abril de 1993, fue asesinado de una cuchillada en la localidad castellonense de Montanejos.

## El proceso judicial

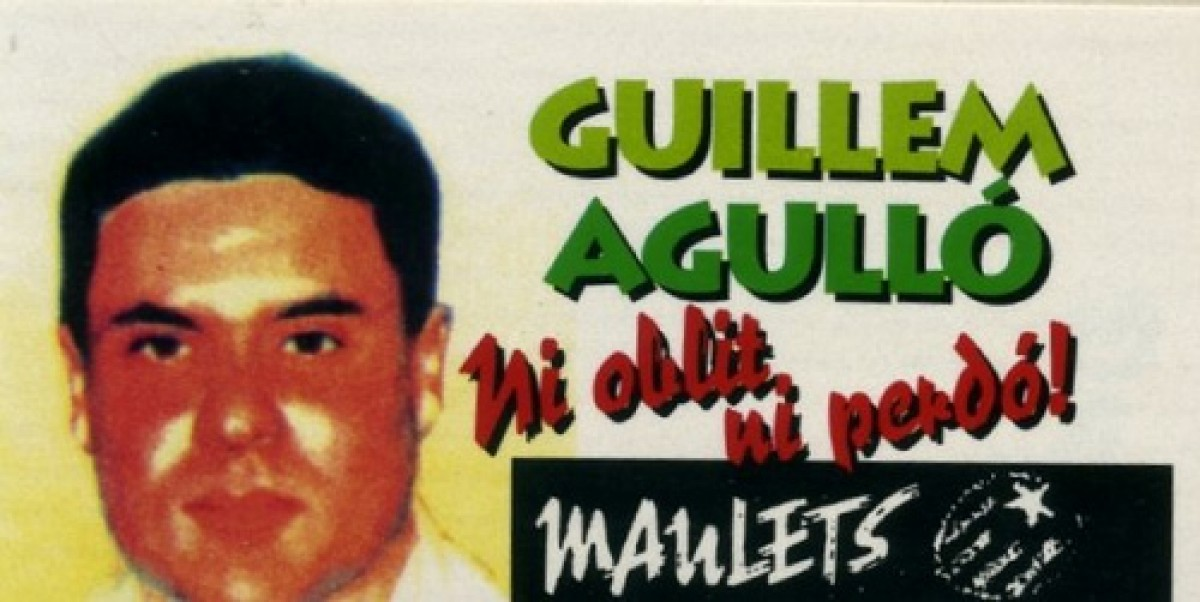
Adhesivo de Maulets en homenaje a Guillem Agulló

El juicio del caso se celebró en Castellón de la Plana entre 1995 y el 19 de febrero de 1996. En su sentencia, que se hizo pública el 10 de marzo del mismo año, los jueces Felipe de la Cueva Vázquez, Eloísa Gómez Santana y Antonio Martínez Zamora[cita requerida] condenaron a uno de los acusados y autor confeso de la cuchillada, Pedro Cuevas, a 14 años de cárcel por homicidio y absolvieron al resto del grupo. De los 14 años de condena, Pedro Cuevas solo cumplió cuatro en la cárcel y el resto en libertad. Pocos días después, otro de los acusados, Juan Manuel Sánchez, participó en otra agresión con navaja en el barrio del Carmen de Valencia.[cita requerida]
Los jueces de la Audiencia Provincial de Castellón rechazaron la alegación de la acusación de que se había tratado de un asesinato político y redujeron la agresión a una pelea juvenil, de ahí que la sentencia solo fuera de 14 años de prisión. Sin embargo, según un testimonio posterior, los agresores, después de perpetrar el asesinato, cantaron el Cara al sol e hicieron el saludo fascista. Asimismo, según sostiene el padre de Guillem Agulló, un miembro del grupúsculo de ultraderecha Acción Radical de Burjasot fue el que avisó a los agresores de la presencia de su hijo en Montanejos. El padre también asegura que un amigo de Agulló le confesó que estaba amenazado por grupos neonazis y que había pensado marcharse de Valencia. Con todos estos nuevos datos, en 2013, el padre solicitó a la fiscalía la reapertura de la investigación.

### El nuevo juicio a Pedro Cuevas por neonazi
Tras salir de la cárcel después de cumplir cuatro años de la condena por buena conducta, Pedro Cuevas se presentó en las elecciones municipales de 2007 como candidato en las listas del partido ultraderechista Alianza Nacional en el número 4 por Chiva. Y otro de los implicados, Manuel Canduela, presidió desde 2004 hasta 2018, el partido ultraderechista Democracia Nacional (DN).

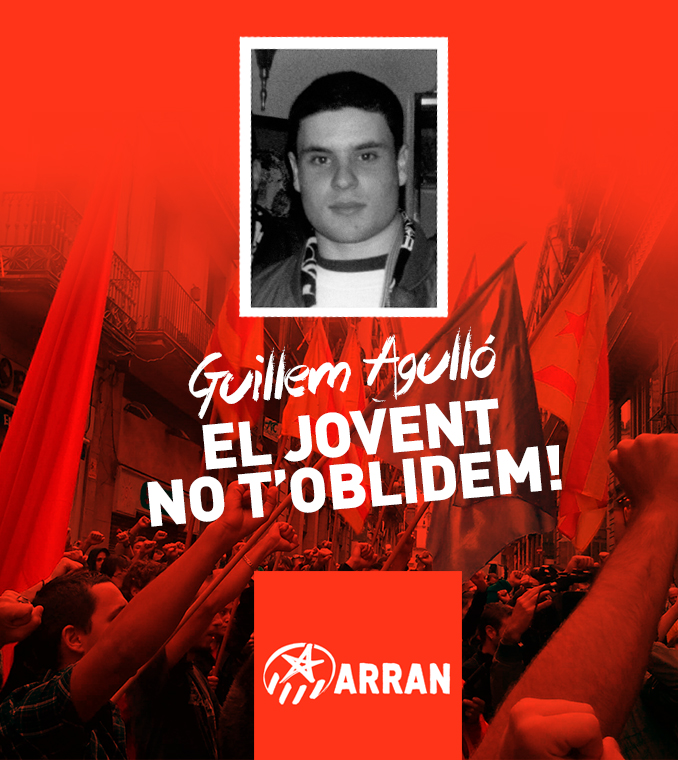
Cartel de Arran en homenaje a Guillem Agulló

En 2005, dos años antes de presentarse a las elecciones, Pedro Cuevas fue detenido en la llamada «Operación Panzer» que desmanteló una presunta red neonazi que actuaba bajo la denominación de Frente Antisistema (FAS). La Guardia Civil se incautó en su casa de 40 brazaletes con esvásticas, una daga nazi y puños americanos, como moldes para producir hebillas con las siglas SS. Junto a Cuevas fueron encausados otros 17 miembros de FAS, entre los que se encuentran dos militares. Según la acusación el grupo estaba encabezado por uno de los principales dirigentes de Alianza Nacional en Valencia, Juan Manuel Soria, en cuya vivienda de Chiva se encontraron escritos sobre el nazismo así como un carné de Nueva Acrópolis. También está imputado en la Operación Panzer, Alejandro Serrador, segundo concejal en Silla (Valencia) por el partido político ultraderechista España 2000 cuyo presidente José Luis Roberto es su abogado defensor. Según la fiscalía, el concejal guardaba objetos de «parafernalia neonazi» además de una decena de armas blancas.
Sin embargo, en el juicio a los dieciséis acusados, celebrado en 2014, se declararon pruebas nulas las escuchas telefónicas que se les hicieron por vulnerar el secreto de las comunicaciones, y la aplicación de la doctrina del fruto del árbol envenenado, que anula cualquier prueba derivada de una prueba anulada, condujo a su absolución.

## Acoso de nazis a la familia
Grupos neonazis de Valencia han mantenido el acoso a la familia de Agulló durante los treinta años transcurridos desde el asesinato. Cada aniversario del crimen se recibía puntualmente una llamada, además de otras a medianoche; ante su casa de Burjasot aparecían pintadas con cruces celtas —también dirigidas a sus compañeros: «Moriréis como vuestro amigo. MONTANEJOS 93»—; recibían cartas anónimas en las que les decían: «Rojos, os vamos a matar»— y llamadas al móvil de una de las hermanas de Agulló. La policía no ha detenido hasta ahora a nadie por estos hechos.

## Homenajes a Guillem Agulló
En 1996, el escritor Jaume Fuster publicó La mort de Guillem.
En 2017, las Cortes Valencianas instituyeron el Premio Guillem Agulló para reconocer «a las personas e iniciativas destacadas en la lucha contra la xenofobia, el racismo y los delitos de odio». El premio se otorgó cada año el 25 de abril, Día de las Cortes Valencianas. Fueron reconocidos con este premio:
- 2017: Daniel Sanjuan (a título póstumo), abogado de la Comisión de Ayuda al Refugiado del País Valencià y activista por el cierre de los centros de internamiento de extranjeros (CIE).[7][9]
- 2018: Amparo Sánchez, presidenta de honor de la Plataforma contra la Islamofobia.[10]
- 2021: Fiscalías contra los delitos de odio y discriminación[11]
- 2022: Miquel Álvarez Dolz, profesor y víctima de una agresión homófoba, y Guus Hiddink, entrenador de fútbol, por retirar una bandera nazi del Estadio de Mestalla en 1992[12][13]

En 2024, el premio fue suprimido tras una iniciativa del partido parlamentario Vox ante las Cortes Valencianas gracias al acuerdo de gobierno entre dicho partido y el Partido Popular.
Entre 2019 y 2020, se lanzó en Verkami la campaña de micromecenazgo La lluita continua («La lucha continúa») para recordar a Guillem Agulló y reivindicar la lucha contra la extrema derecha. La campaña incluyó varias iniciativas, como la presentación del libro Guillem de Núria Cadenes y de la película La mort de Guillem de Carlos Marques-Marcet, así como un ciclo de conferencias y una serie de conciertos.
Asimismo, son numerosos los grupos musicales que han compuesto canciones para rendirle homenaje, como No tingues por (Obrint Pas), Guillem Agulló (Cagant Melodies), No sé què sent (Feliu Ventura), Company Guillem (Opció k-95), 11 d'abril (Greska), 11 d'abril del 93 (Odi), Soldats catalans (Orgull Roig) y Sangre por sangre (Non Servium).